# رابطه ویژه

نخست‌وزیر بریتانیا، مارگارت تاچر و رئیس‌جمهور ایالات متحده آمریکا، رونالد ریگان که پیوند قوی آنها مظهر روابط ایالات متحده آمریکا و بریتانیا در اواخر قرن بیستم بود.

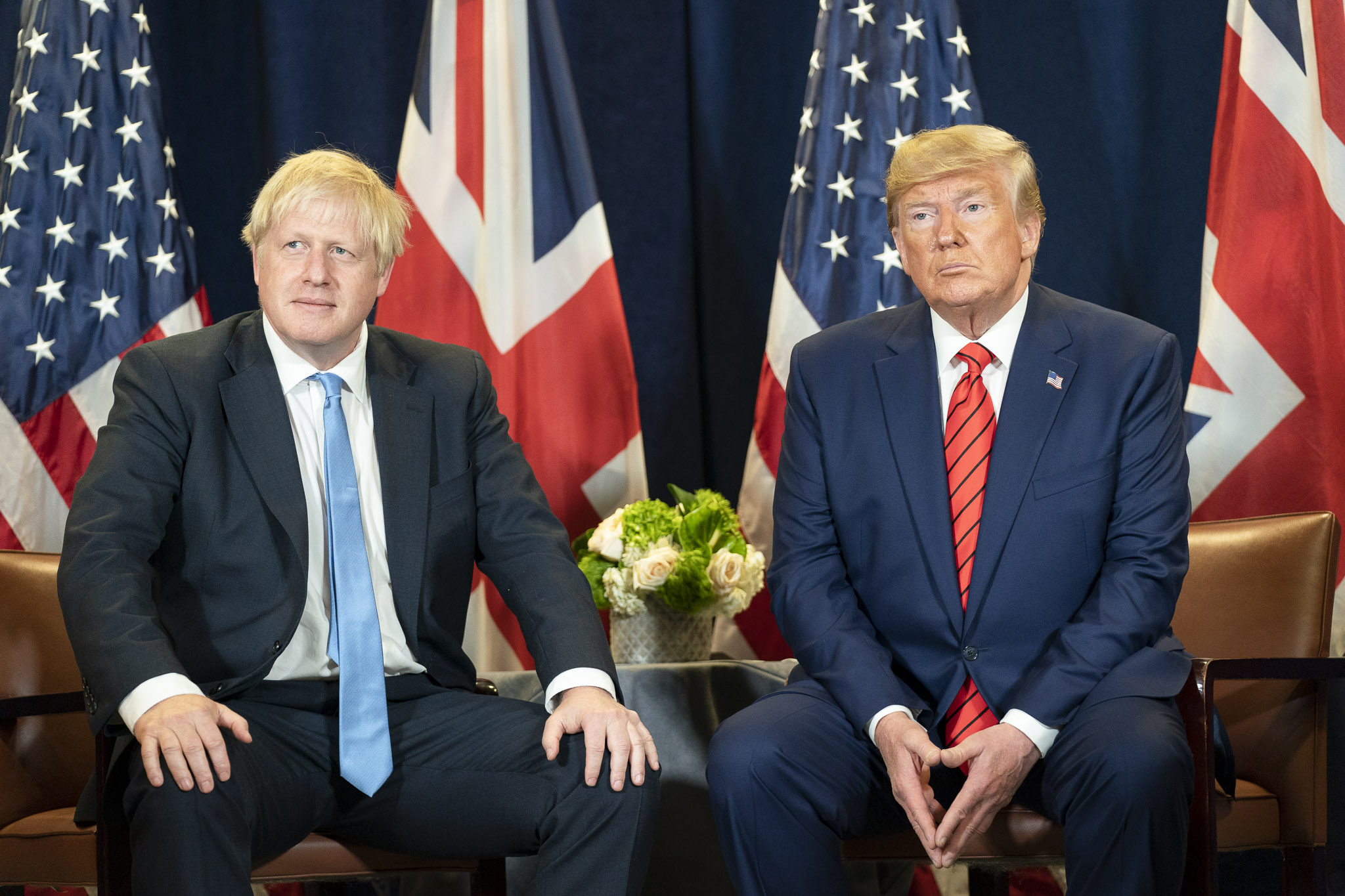
نخست‌وزیر بریتانیا، بوریس جانسون (چپ) و رئیس‌جمهور ایالات متحده آمریکا، دونالد ترامپ (راست) در سال ۲۰۱۹؛ پس از انتخاب ترامپ، دولت بریتانیا به دنبال «روابط ویژه جدید» با دولت ترامپ بود.

رابطه ویژه اصطلاحی است که اغلب برای توصیف روابط سیاسی، اجتماعی، دیپلماتیک، فرهنگی، اقتصادی، حقوقی، محیط زیستی، مذهبی، نظامی و تاریخی بین بریتانیا و ایالات متحده آمریکا یا رهبران سیاسی آن‌ها استفاده می‌شود. این اصطلاح نخستین بار پس از استفاده از آن در سخنرانی ۱۹۴۶ توسط نخست‌وزیر سابق بریتانیا، وینستون چرچیل مورد استفاده عمومی قرار گرفت. هر دو کشور در طول بسیاری از درگیری‌ها در قرن ۲۰ و ۲۱، از جمله جنگ جهانی اول، جنگ جهانی دوم، جنگ کره، جنگ سرد، جنگ خلیج فارس و جنگ علیه تروریسم از متحدان نزدیک بوده‌اند.
اگرچه هر دو دولت روابط نزدیکی با بسیاری از کشورهای دیگر نیز دارند، اما سطح همکاری بین بریتانیا و ایالات متحده در تجارت و بازرگانی، برنامه‌ریزی نظامی، اجرای عملیات نظامی، فناوری تسلیحات هسته ای و به اشتراک گذاری اطلاعات در میان قدرت‌های جهانی، «بی نظیر» توصیف شده‌است. روابط نزدیک بین سران دولت بریتانیا و آمریکا مانند مارگارت تاچر و رونالد ریگان و همچنین بین تونی بلر و هر دوی بیل کلینتون و جرج دابلیو. بوش ذکر شده‌است. در سطح دیپلماتیک، ویژگی‌ها شامل بازنمایی‌های عمومی مکرر از این روابط به‌عنوان «ویژه»، دیدارهای سیاسی مکرر و پرمخاطب و تبادل اطلاعات گسترده در سطح کاری دیپلماتیک است.